# Hervormde Evangelisatiekerk Jeruël
De Hervormde Evangelisatiekerk Jeruël is een eenvoudige zaalkerk met bescheiden dakruiter in de Groningse plaats Vledderveen.
Het gebouw werd in 1914 ontworpen door de architect F. Boiten. Hieraan vooraf ging in 1907 op de huidige locatie een houten lokaal gebouwd dat de naam Jeruël krijgt. Vervolgens richt men op 28 oktober 1909 de Evangelisatievereniging op waarbij Jan Haisma wordt benoemd als evangelist. Onder zijn bewind vindt de bouw van de pastorie plaats in 1912 en wordt het houten lokaal in 1914 vervangen voor de huidige stenen kerk. In 2000 werd de kerk aangewezen als rijksmonument met name vanwege de grote cultuur-historische waarde voor de streek en op 29 mei 2007 is de kerk gerenoveerd. De kerk is nog steeds in gebruik bij de plaatselijke PKN-gemeente. Naast de kerk bevindt zich Rustpunt De Pastorie dat vanaf 1 april 2016 dient als rustpunt om in deze kerktuin even op adem te komen van fiets- of wandeltochten.